# Église Santa Maria di Montesanto

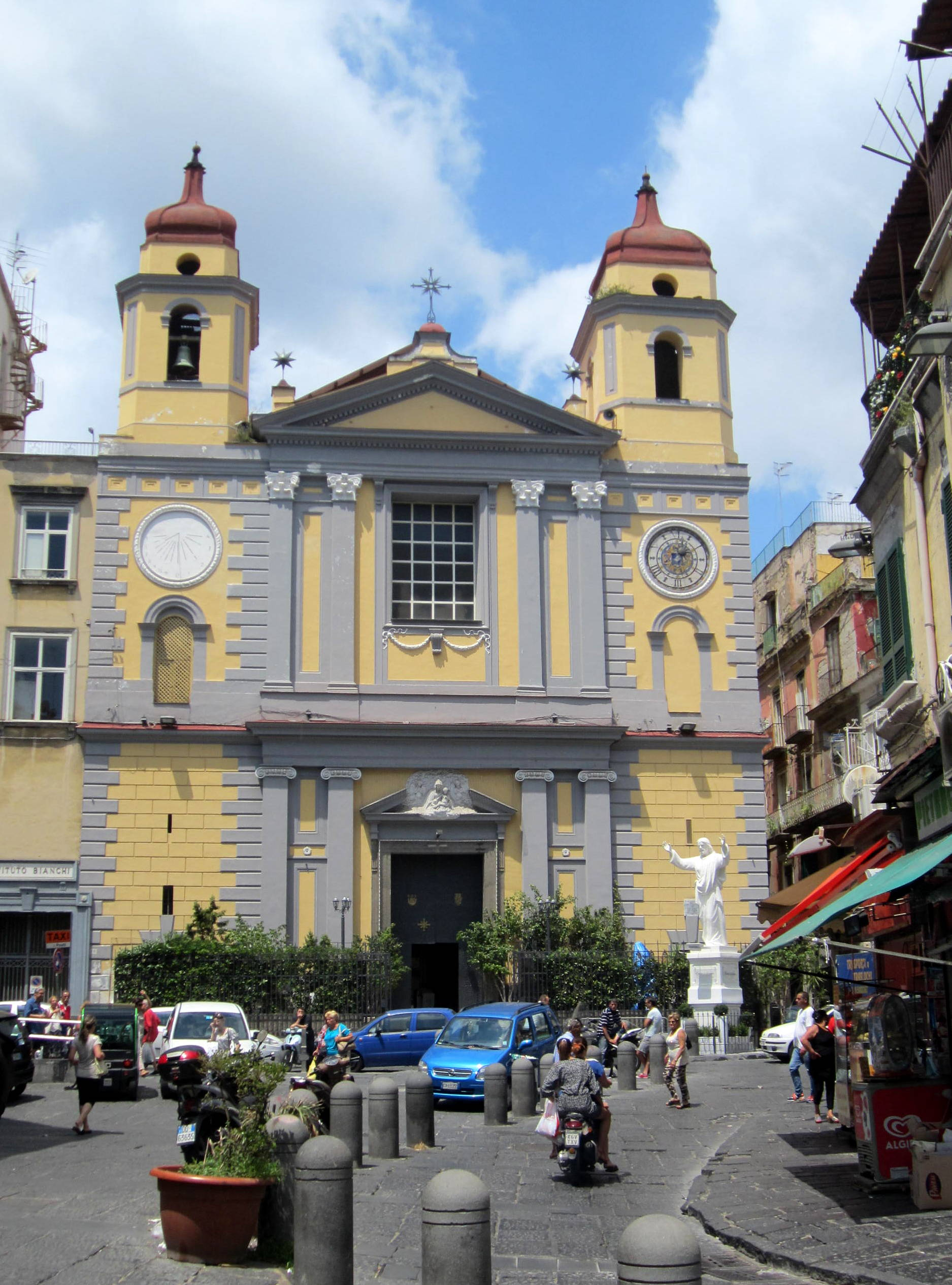
Façade de l'église.

L'église Santa Maria di Montesanto est une église baroque du centre historique de Naples. Elle doit son nom à Montesanto, lieu d'origine en Sicile de la communauté de carmes qui fit construire au XVIIe siècle cette église et son couvent, dédiés à la Vierge Marie sous l'invocation de Notre-Dame du Carmel. C'est aussi le lieu d'inhumation d'Alessandro Scarlatti. Le palazzo Nauclerio se trouve sur le côté.

## Histoire et description

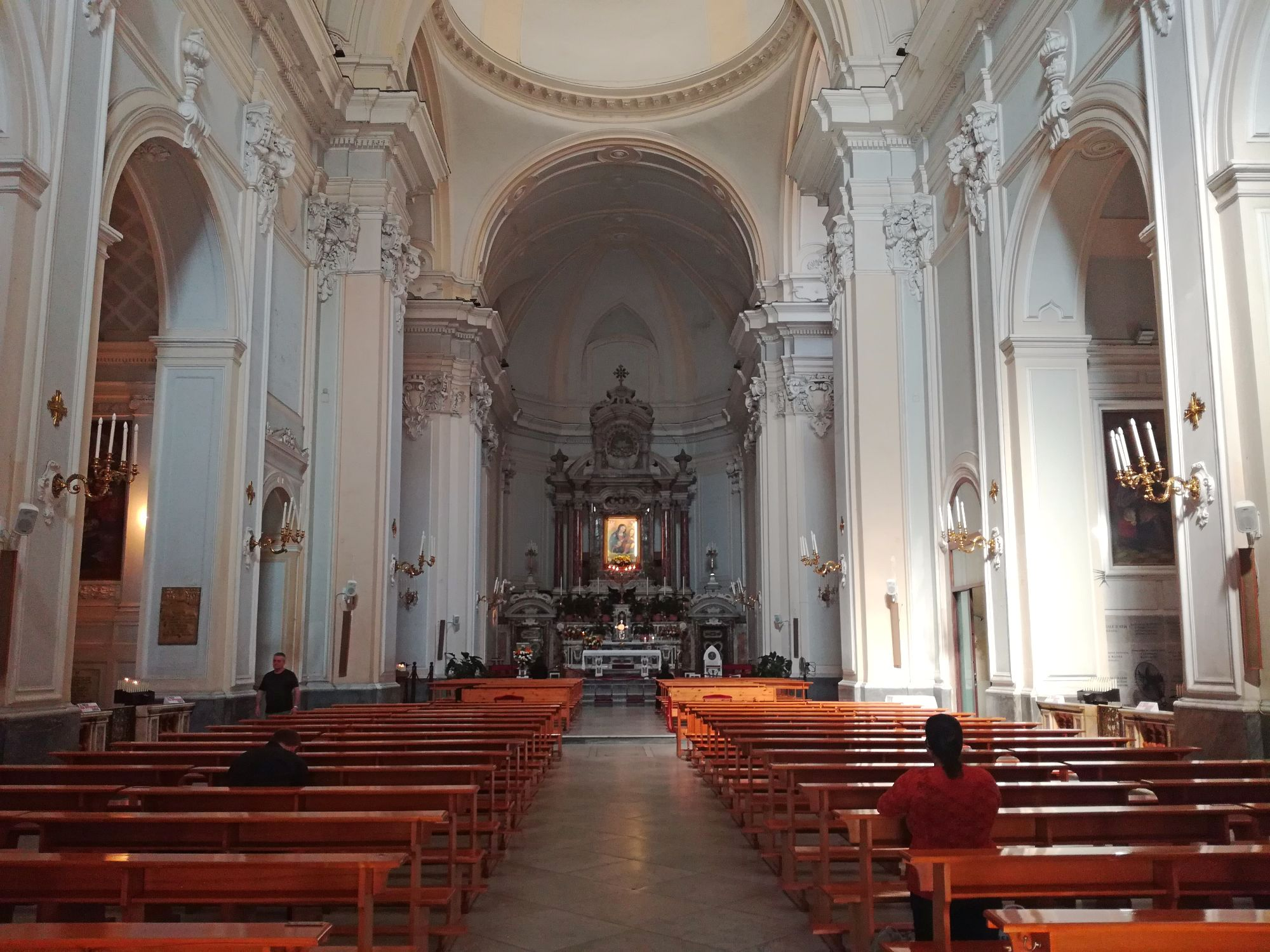
Intérieur de l'église.

Les carmes font appel à l'architecte Pietro de Marino, mais les travaux sont achevés par Dionisio Lazzari à qui l'on doit la coupole construite en 1680. Les stucs de la façade, refaite au début du XIXe siècle, sont l'œuvre d'Angelo Viva; celui en médaillon au-dessus du portail représente Notre-Dame du Carmel.
L'intérieur s'inscrit dans un plan à croix latine à nef unique, avec huit chapelles latérales. Le majestueux maître-autel est surmonté d'un tableau de Notre-Dame du Carmel. La première chapelle à droite et la première chapelle à gauche possèdent des toiles de Paolo de Matteis datant de 1693. Elles représentent Saint Michel Archange et Le Miracle de saint Antoine. Dans le bras gauche du transept, on remarque un groupe sculpté de bois figurant la Crucifixion avec la Vierge et saint Jean, signé de Nicola Fumo (it). 
La troisième chapelle de gauche, consacrée à sainte Cécile, patronne des musiciens, fut longtemps entretenue par les maîtres de musique de la chapelle royale palatine. Le compositeur Alessandro Scarlatti, mort en 1725, est enterré ici. Son autel possède une grande toile de Giuseppe Simonelli représentant Sainte Cécile.

## Source de la traduction
- (it) Cet article est partiellement ou en totalité issu de l’article de Wikipédia en italien intitulé « Chiesa di Santa Maria di Montesanto » (voir la liste des auteurs).